# ФК Рибница Подгорица
Фудбалски клуб Рибница, црногорски је фудбалски клуб из Подгорице, из насеља Коник, који се такмичи у Трећој лиги Црне Горе — Центар. Једном је освојила регију Центар у оквиру треће лиге, два пута Куп средње регије и једном Средњу регију у оквиру Регионалне лиге Црне Горе, у четвртом степену такмичења у Југославији.
Утакмице као домаћин обично игра на стадиону у кампу Фудбалског савеза Црне Горе.

## Историја
У сезони 2019/20. изгубила је кући од Забјела 20 : 0, чиме је постављен рекорд треће лиге у било којој регији. Сезона је прекинута послије 17. кола због пандемије ковида 19 и одлучено је да табела буде коначна; завршила је на последњем мјесту са пет бодова. Сезону 2020/21. завршила је на претпосљедњем мјесту, након чега је сезону 2021/22. завршила на последњем мјесту са 155 примљених голова, а од Интернационала је изгубила 17 : 0. Сезону 2022/23. завршила је на деветом мјесту.

## Резултати у такмичењима у Црној Гори
| Сезона   | Степен            | Лига                       | Бр.екипа           | Позиција            | Куп               |
| -------- | ----------------- | -------------------------- | ------------------ | ------------------- | ----------------- |
| 2006/07. | 3                 | Трећа лига — Средња регија | 9                  | 3. мјесто           | Није учествовала  |
| 2007/08. | 3                 | Трећа лига — Средња регија | 9                  | 1. мјесто           | Прво коло         |
| 2008/09. | 2                 | Друга лига                 | 12                 | 12. мјесто          | Прво коло         |
| 2009/10. | 3                 | Трећа лига — Средња регија | 12                 | 4. мјесто           | Није учествовала  |
| 2010/11. | 3                 | Трећа лига — Средња регија | Непознато          | 4 мјесто            | Није учествовала  |
| 2011/12. | 3                 | Трећа лига — Средња регија | Непознато          | 6 мјесто            | Није учествовала  |
| 2012/13. | 3                 | Трећа лига — Средња регија | 7                  | 3 мјесто            | Није учествовала  |
| 2013/14. | 3                 | Трећа лига — Средња регија | 12                 | 3 мјесто            | Осмина финала     |
| 2014/15. | Није се такмичила | Није се такмичила          | Није се такмичила  | Није се такмичила   | Није се такмичила |
| 2015/16. | 3                 | Трећа лига — Средња регија | 7                  | 6 мјесто            | Није учествовала  |
| 2016/17. | 3                 | Трећа лига — Средња регија | 7                  | 4 мјесто            | Није учествовала  |
| 2017/18. | 3                 | Трећа лига — Средња регија | 8                  | 3 мјесто            | Прво коло         |
| 2018/19. | 3                 | Трећа лига — Средња регија | 10                 | 8 мјесто            | Прво коло         |
| 2019/20. | 3                 | Трећа лига — Центар        | 10                 | 9 мјесто            | Није учествовала  |
| 2020/21. | 3                 | Трећа лига — Центар        | 13                 | 12. мјесто          | Није учествовала  |
| 2021/22. | 3                 | Трећа лига — Центар        | 16                 | 14. мјесто          | Није учествовала  |
| 2022/23. | 3                 | Трећа лига — Центар        | 13                 | 8. мјесто           | Није учествовала  |
| 2023/24. | 3                 | Трећа лига — Центар        | 12                 | 11. мјесто          | Није учествовала  |
| 2024/25. | 3                 | Трећа лига — Центар        | 22 (2 групе по 11) | 9. мјесто у групи Б | Није учествовала  |

## Успјеси
| Такмичење                                     | Такмичење                         | Број                              | Година                            |                                   |                                   |
| Трећа лига Црне Горе — Центар — 1             | Трећа лига Црне Горе — Центар — 1 | Трећа лига Црне Горе — Центар — 1 | Трећа лига Црне Горе — Центар — 1 | Трећа лига Црне Горе — Центар — 1 | Трећа лига Црне Горе — Центар — 1 |
| --------------------------------------------- | --------------------------------- | --------------------------------- | --------------------------------- | --------------------------------- | --------------------------------- |
| Трећа лига                                    | Првак                             | 1                                 | 2007/08                           |                                   |                                   |
| Куп регије Центар — 2                         |                                   |                                   |                                   |                                   |                                   |
| Регионални куп                                | Побједник                         | 2                                 | 2006, 2007                        |                                   |                                   |
| Регионални куп                                | Финалиста                         | 3                                 | 2013, 2017, 2018                  |                                   |                                   |
| Регионална лига Црне Горе — Средња регија — 1 |                                   |                                   |                                   |                                   |                                   |
| Регионална лига Црне Горе                     | Побједник                         | 1                                 | 1983/84                           |                                   |                                   |